# 京成津田沼站
京成津田沼站（日语：／ Keisei-Tsudanuma eki */?）是位於日本千葉縣習志野市津田沼，屬於京成電鐵的鐵路車站。車站編號是KS26。

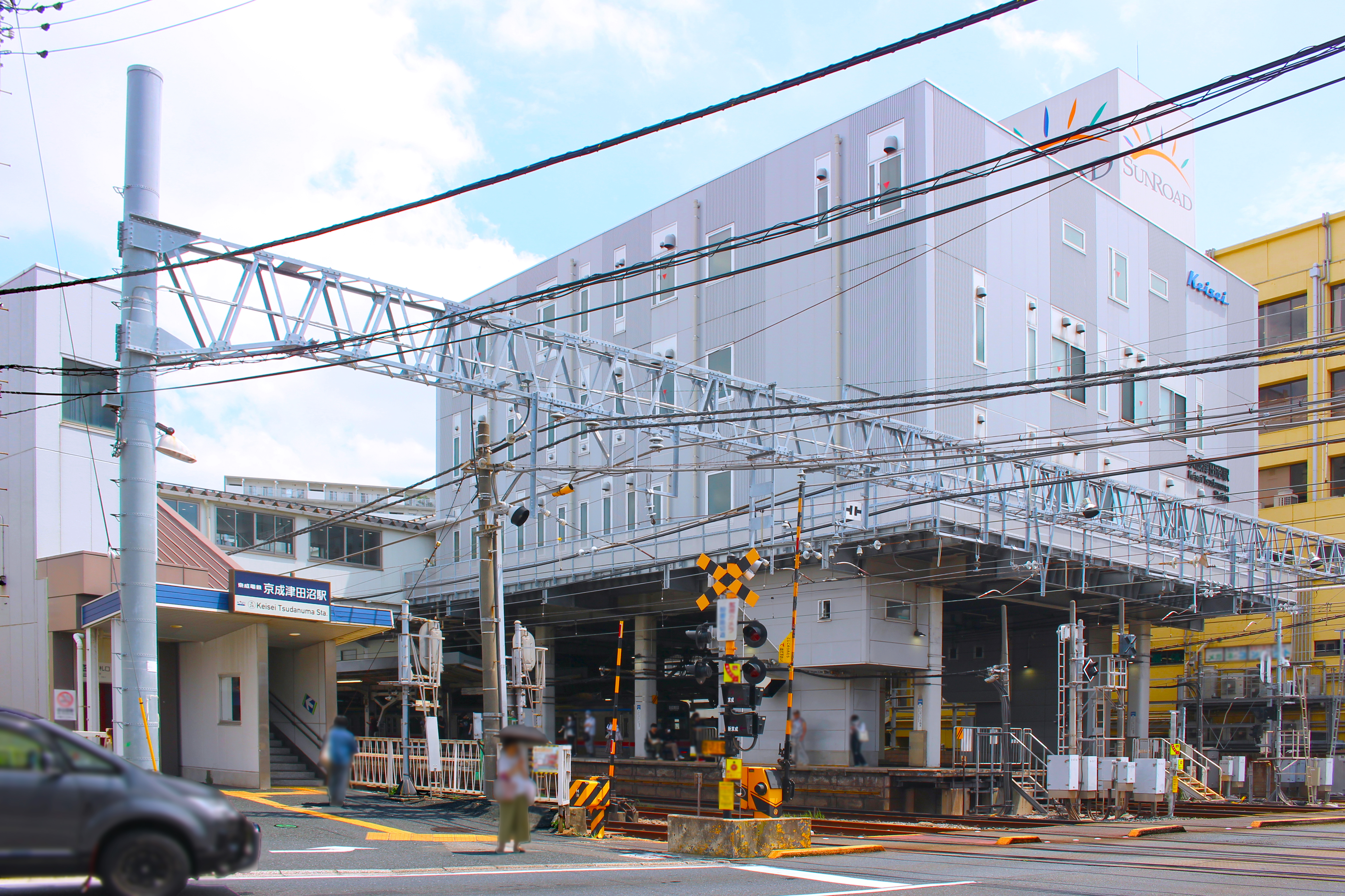
北口（2024年7月）

## 概要
京成電鐵的本線與千葉線、松戶線皆在本站停靠。而東日本旅客鐵道（JR東日本）津田沼站是松戶線新津田沼站的轉乘站。
快速列車從本站往成田機場方向為各站停車，往上野方向為快速列車。午間時段京成上野方向開出的普通列車有半數在此站折返。本站同時是京成千葉線的起點與是松戶線的終點，午間松戶線約半數列車會從此站直通京成千葉線。早晨傍晚時段則有千葉線直通本線上野方向的班次。

## 歷史
本站於1921年和京成電氣軌道京成船橋－京成千葉段一同開業，故千葉線事實上比本線本站至成田的路段更早開業。本站開業時，附近地區是當時津田沼町的中心。
- 1921年（大正10年）7月17日：京成電氣軌道津田沼站開業。
- 1926年（大正15年）12月9日：津田沼－酒酒井（現京成酒酒井）段開業。
- 1931年（昭和6年）11月18日：站名改稱為京成津田沼站。
- 1953年（昭和28年）11月1日：新京成電鐵站區開業。初期使用京成電鐵的月台運行。
- 1955年（昭和30年）4月21日： 新京成線全線通車，開始與京成千葉線直通運轉。同年9月1日廢止。
- 1957年（昭和32年）10月15日：增設新京成電鐵專用的5號月台（3面5線），其後再擴張為現在的3面6線設計。
- 2006年（平成18年）12月10日：新京成線單向直通京成千葉線。
- 2025年（令和7年）4月1日：伴随新京成电铁并入京成电铁，本站成為京成電鐵單獨站。

## 車站結構
本站是島式月台3面6線的地面車站，並設有跨站式站房。為站長配置站。站內有兩座月台天橋。驗票口僅設於京成上野和松戶方向，但有京成成田、京成千葉方向轉乘通道。月台東端有電扶梯，月台中央則有電梯連通月台天橋。京成側的電梯門使用紅色，新京成側使用藍色。北側出入口與大廳之間亦設有電梯。
站內的6條線路（月台）中，1號至4號線的2面4線月台為京成電鐵本線與千葉線月台，5號與6號線的1面2線月台為松戶線月台。但5號線午間時段也可見京成千葉線列車停靠。6號線是新京成線內折返列車專用，京成千葉方向設有止衝擋。車站與南側的「Sunroad津田沼」連通，幾乎所有停車列車都在本站進行司機換班。

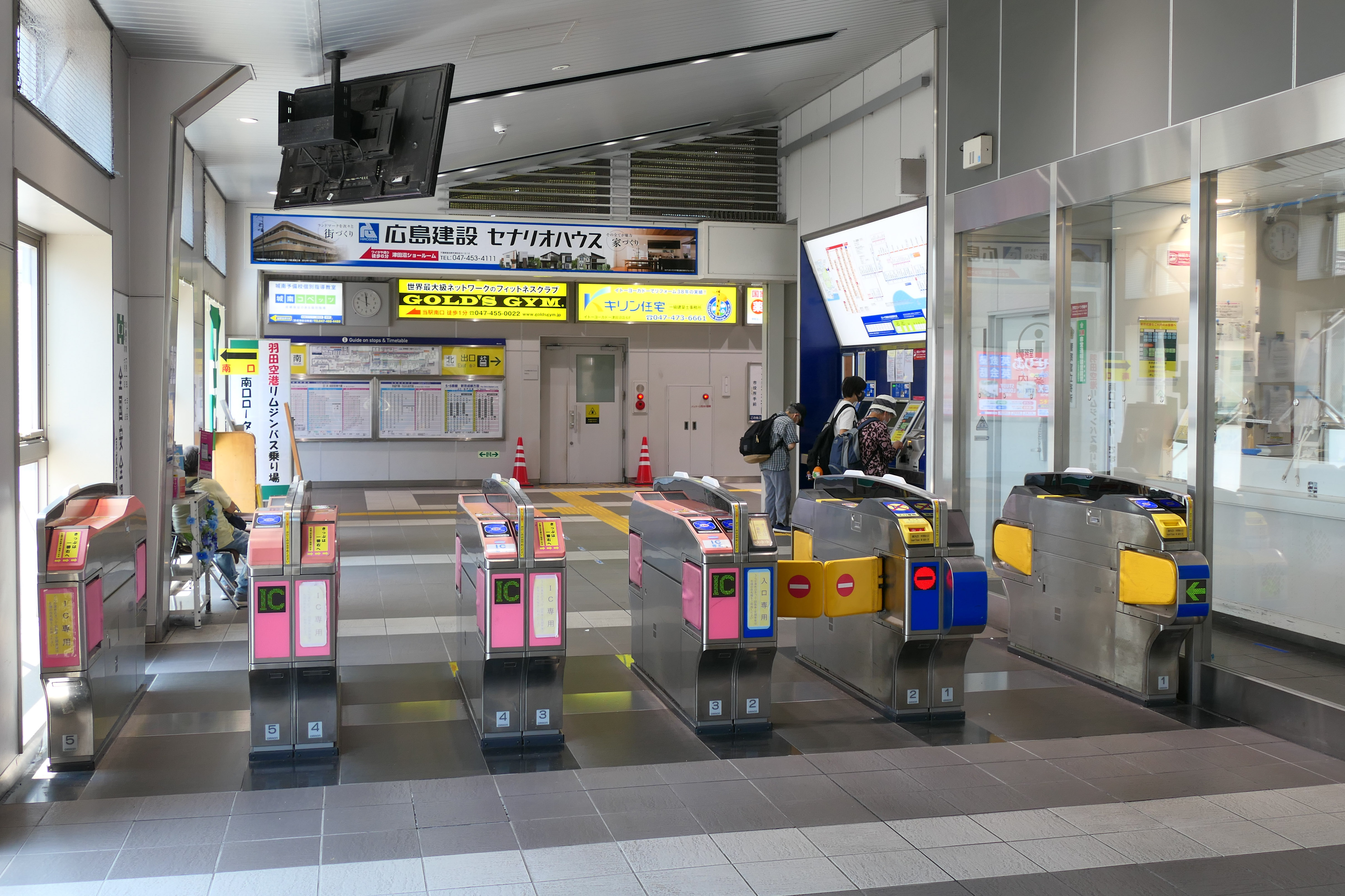
驗票口（2021年6月）
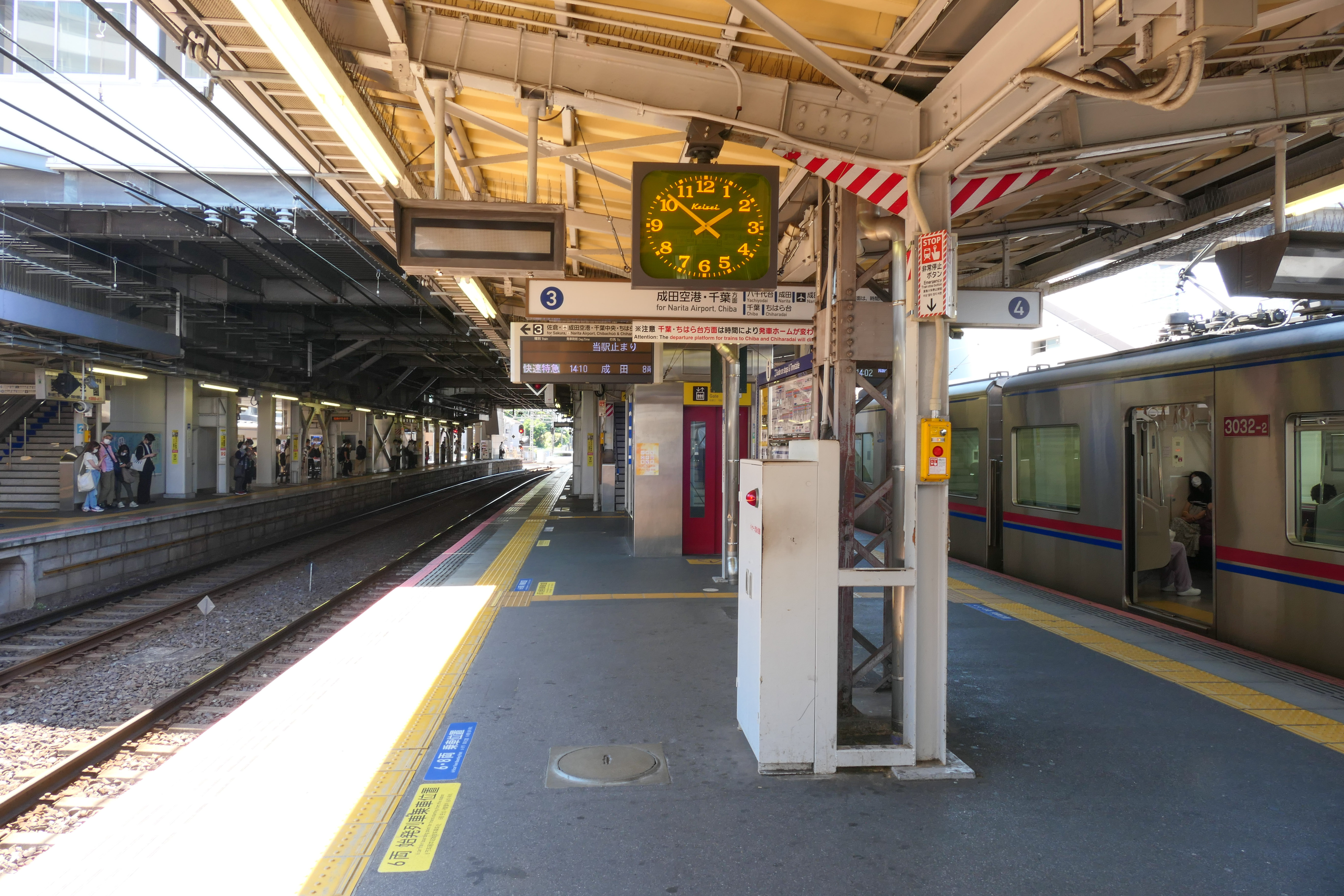
3號與4號月台（2021年）
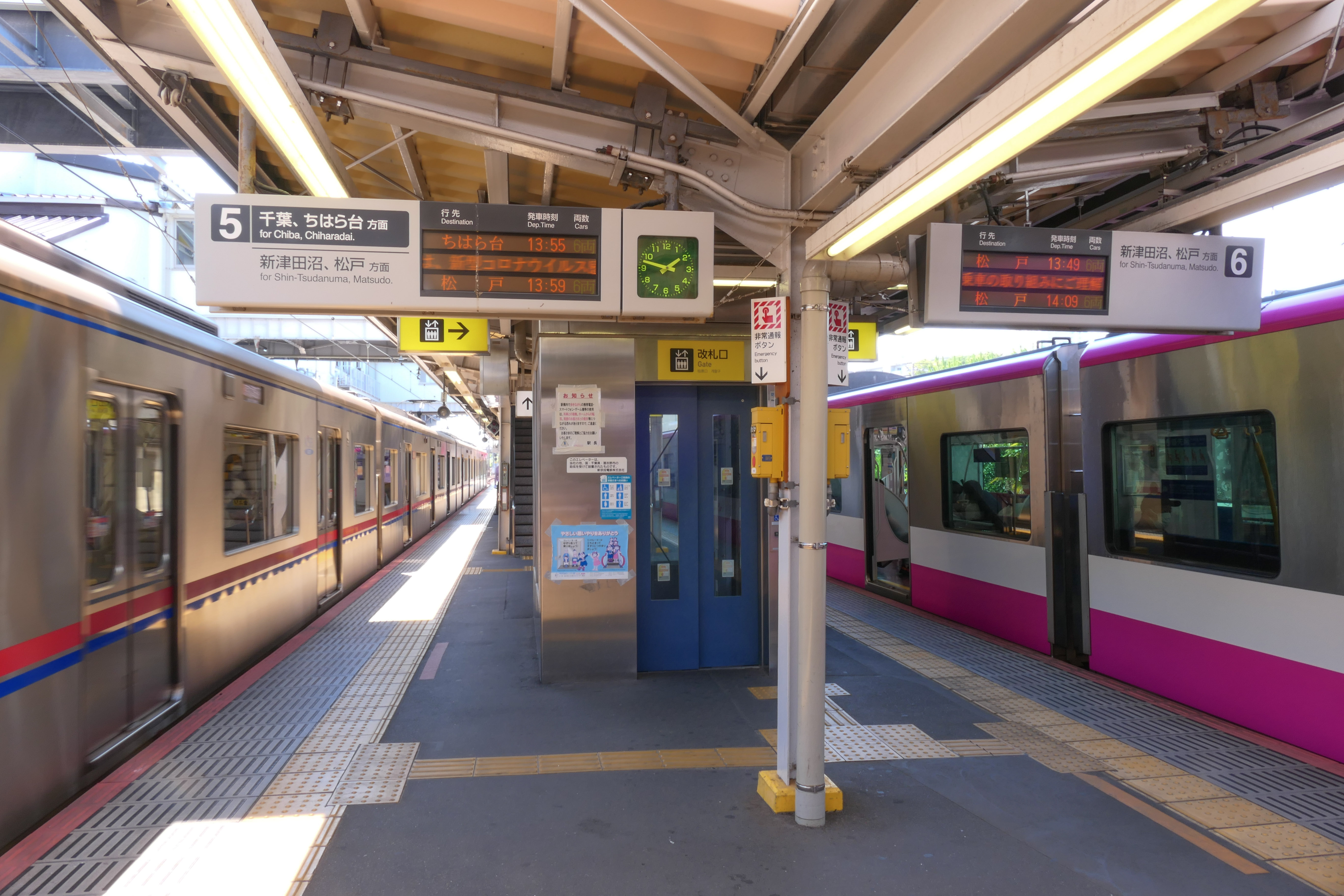
5號與6號月台（2021年）
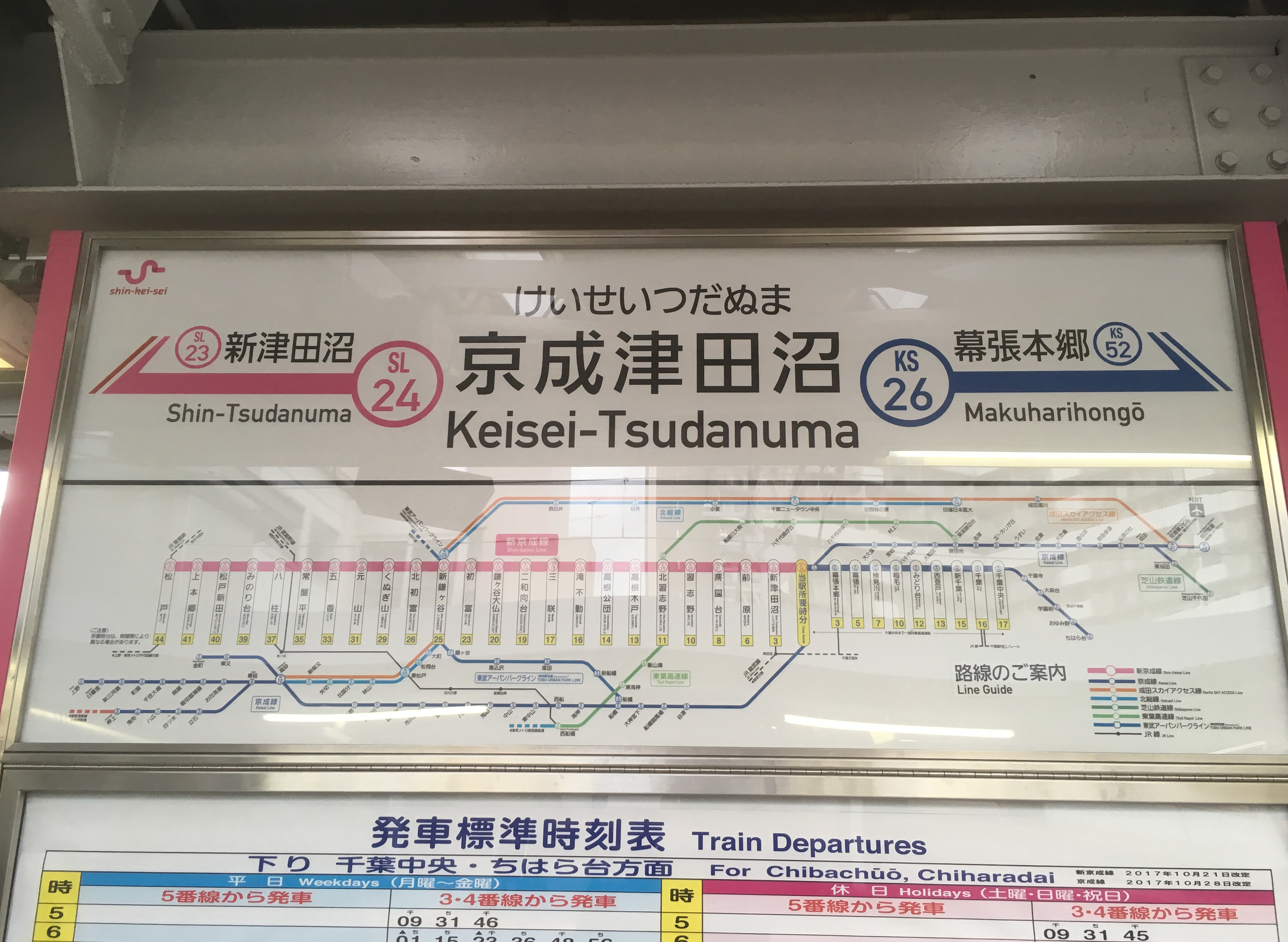
5號線站名標。新京成款式仍有京成色與編號。鄰站省略「京成」冠稱。

### 列車資訊顯示器
1 - 4號線使用京成式列車資訊顯示器，5、6號線使用新京成式列車資訊顯示器。付費區內大廳的5、6號線列車資訊顯示器顯示新京成與京成雙方的發車資訊。京成電鐵的本線、千葉線，除午間時段都使用同一月台，因此搭乘時須注意列車是往京成成田方向還是往京成千葉方向。
1988年以前，3・4號線使用幕式列車資訊顯示器，同年5、6號線設置翻轉式列車資訊顯示器，之後全部改成LED式。

### 車站廣播
本站京成線廣播在以前是採用與青砥站同樣內容。2012年更新列車資訊顯示器（全彩LED式）時變更廣播內容，現與成田Sky Access車站相同。

### 拖上線
京成上野方向的平交道對側有條拖上線供京成千葉線折返、午間時段本線京成上野方向折返列車使用。往京成上野方向折返列車在抵達本站時會先進入本站3號線下客，接著倒退進入拖上線，再前進進入2號線，接著載客往反方向發車。

### 車站改良工程
2014年起，本站開始進行車站改良工程。內容包括1-4號線增設電扶梯、拓寬轉乘通道、設置商業空間等。2015年2月起移動售票機與定期券售票處，同年5月19日啟用步入式（Walk in type）剪票口窗口（有人剪票口），10月上野側新設電扶梯。
2016年9月30日，站內東側的FamilyMart開幕。

### 月台配置
| 月台 | 路線     | 方向 | 目的地                                               | 備註     |
| ---- | -------- | ---- | ---------------------------------------------------- | -------- |
| 1、2 | 京成本線 | 上行 | 船橋、日暮里、京成上野、押上、 淺草線、 京急本線方向 |          |
| 3、4 | 京成本線 | 下行 | 八千代台、佐倉、成田機場方向                         |          |
| 3、4 | 千葉線   | 下行 | 千葉中央、千原台方向                                 | 中午以外 |
| 5    | 千葉線   | 下行 | 千葉中央、千原台方向                                 | 只限中午 |
| 5    | 松戶線   | 上行 | 北習志野、新鎌谷、八柱、松戶方向                     |          |
| 6    | 松戶線   | 上行 | 北習志野、新鎌谷、八柱、松戶方向                     | 只限始發 |

- 千葉線在午間時段直通松戶線時使用5號月台，其餘時間使用3、4號月台。
- 6號月台由於不連接千葉線，故只有新京成線線內列車使用。

### 名稱
京成電鐵的站名基本上會省略「京成」（例：京成高砂稱為「高砂」），但本站是例外之一，無論是站名標或是路線圖都是使用全名「京成津田沼」，藉此與JR津田沼站及其轉乘站新津田沼站做出區別。
至於車輛的方向顯示器與車內資訊顯示器，京成電鐵與芝山鐵道（以及北總鐵道和千葉新市鎮鐵道）車輛顯示為「津田沼」，車內廣播也一樣使用「津田沼」。除此之外的新京成電鐵、東京都交通局、京濱急行電鐵車輛都是顯示「京成津田沼」。

## 使用情況
- 京成電鐵 - 2016年度1日平均上下車人次為58,518人[4]。京成線內69個車站當中排行第5位。數值含新京成電鐵直通人次。
- 新京成電鐵 - 2016年度1日平均上下車人次為44,244人[5]。新京成線24個車站當中排行第5位。數值含京成電鐵直通人次。

近年1日平均上下、上車人次推移如下表。
| 年度               | 京成電鐵           | 京成電鐵         | 新京成電鐵       |
| 年度               | 1日平均 上下車人次 | 1日平均 上車人次 | 1日平均 上車人次 |
| ------------------ | ------------------ | ---------------- | ---------------- |
| 1998年（平成10年） |                    | 24,867           | 19,049           |
| 1999年（平成11年） |                    | 24,286           | 18,681           |
| 2000年（平成12年） |                    | 23,663           | 18,213           |
| 2001年（平成13年） |                    | 23,513           | 18,123           |
| 2002年（平成14年） |                    | 23,079           | 18,193           |
| 2003年（平成15年） | 47,128             | 23,296           | 18,693           |
| 2004年（平成16年） | 47,291             | 23,360           | 19,046           |
| 2005年（平成17年） | 47,234             | 23,345           | 19,542           |
| 2006年（平成18年） | 47,721             | 23,598           | 20,066           |
| 2007年（平成19年） | 50,840             | 25,277           | 20,694           |
| 2008年（平成20年） | 52,266             | 26,092           | 20,925           |
| 2009年（平成21年） | 53,119             | 26,538           | 20,915           |
| 2010年（平成22年） | 53,983             | 26,994           | 20,990           |
| 2011年（平成23年） | 52,619             | 26,257           | 20,251           |
| 2012年（平成24年） | 54,144             | 27,060           | 20,957           |
| 2013年（平成25年） | 56,037             | 28,023           | 21,503           |
| 2014年（平成26年） | 56,213             | 28,139           | 21,508           |
| 2015年（平成27年） | 57,452             | 28,750           | 21,824           |
| 2016年（平成28年） | 58,518             |                  |                  |

## 車站周邊

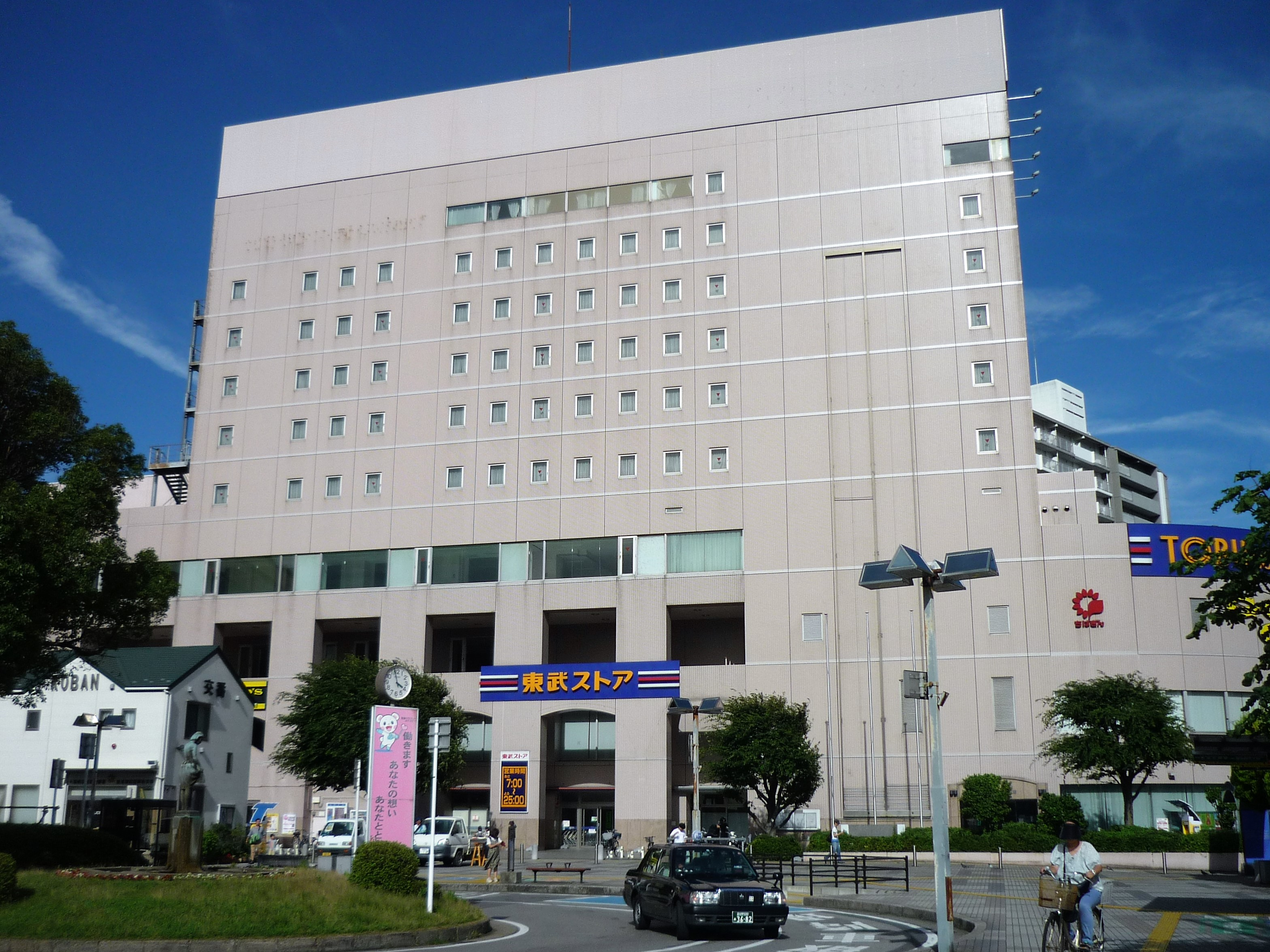
站前複合設施

鄰近津田沼（舊稱：久久田）老市區，商店街分布在站前南口往袖浦團地方向的南向道路與往市役所方向的東向道路兩旁。
由於本站往西的營業列車班次眾多，加上新京成線列車以及前往上野方向拖上線的車輛，使得上野方向的谷津5號平交道成為打不開的平交道。
站前有京成電鐵第一整備工場再開發的複合設施。
設施內的飯店在2002年（平成14年）3月底退出。之後習志野市役所廳舍因2011年東日本大震災受損，2012年10月1日成為習志野市役所臨時廳舍した。
2014年11月中，舊飯店一樓開設東武store。

### 名勝、古蹟
- 菊田神社（日语：菊田神社）
- 東漸寺（日语：東漸寺 (習志野市)）

### 公共設施
- 習志野市役所（日语：習志野市役所）
- 習志野市中央消防署
- 習志野警察署（日语：習志野警察署）京成津田沼站前派出所

### 文教設施
- 千葉工業大學津田沼校舍
- 習志野市立津田沼小學校（日语：習志野市立津田沼小学校）
- 習志野市立津田沼幼稚園
- 習志野市立菊田保育所
- 習志野市立菊田第二保育所

### 郵局
- 習志野津田沼郵局
- 習志野郵局（日语：習志野郵便局）
  - 郵貯銀行習志野店

## 路線巴士
| 乘車處           | 系統               | 主要行經地                               | 目的地                                      | 運行公司                       | 備註                   |
| ---------------- | ------------------ | ---------------------------------------- | ------------------------------------------- | ------------------------------ | ---------------------- |
| 京成津田沼站     | 津62               | 大久保團地、京成大久保站南口、幕張本鄉站 | 幕張西五丁目                                | 京成巴士                       |                        |
| 京成津田沼站     | 津61 津62          |                                          | 津田沼站                                    | 京成巴士                       | 亦停靠京成津田沼站入口 |
| 京成津田沼站     | 空港直行           |                                          | 羽田機場                                    | 京成巴士 東京空港交通          |                        |
| 京成津田沼站     | 夜行高速巴士大和號 | 天理站、奈良站、王寺站                   | 五位堂站                                    | 京成巴士 奈良交通              |                        |
| 京成津田沼站     | 高速巴士           | 富士急高原樂園                           | 河口湖站                                    | 京成巴士 富士急山梨巴士        | 期間限定               |
| 京成津田沼站     | 內陸線             | 津田沼一丁目、第五中學校、藤崎小學校     | 京成津田沼站                                | 習志野市Happy Bus （京成バス） |                        |
| 京成津田沼站     | 海濱線             | 香澄三丁目、團地中央、新習志野站         | 海濱公園                                    | 習志野市Happy Bus （京成バス） |                        |
| 京成津田沼站入口 | 津41               | 袖浦團地入口、第三中學校                 | 袖浦團地                                    | 京成巴士                       |                        |
| 京成津田沼站入口 | 津42               | 袖浦團地入口、第三中学校、團地中央       | 津田沼高校                                  | 京成巴士                       | 僅平日深夜巴士         |
| 京成津田沼站入口 | 津46               | 袖浦團地入口、秋津運動公園、新習志野站   | 永旺夢樂城幕張新都心 （永旺夢樂城巴士總站） | 京成巴士                       |                        |
| 京成津田沼站入口 | 津52               | 袖浦團地入口、津田沼高校、臨海工業團地   | 新習志野站                                  | 京成巴士                       | 僅平日早晨             |

## 相鄰車站
京成電鐵
 本線
■快速特急、■特急、■通勤特急
京成船橋（KS22）－京成津田沼（KS26）－八千代台（KS29）
■快速（京成大久保方向自此站起各站停車）
船橋競馬場（KS24）－京成津田沼（KS26）－京成大久保（KS27）
■普通
谷津（KS25）－京成津田沼（KS26）－京成大久保（KS27） / 京成幕張本鄉（京成千葉線：中午以外）（KS52）
 千葉線
■普通
新津田沼（松戶線：只限中午）（KS66） / 谷津（京成本線：中午以外）（KS25）－京成津田沼（KS26）－京成幕張本鄉（KS52）
 松戶線
新津田沼（KS66）－京成津田沼（KS26）－京成幕張本鄉（京成千葉線：只限中午）（KS52）

## 外部連結
- 京成津田沼｜電車與車站資訊｜京成電鐵
- 京成津田沼站PDF - 京成電鐵